# Annie Glenn
Annie Margaret Glenn, batismo Annie Castor (Columbus, 17 de fevereiro de 1920 - Saint Paul, 19 de maio de 2020) foi uma ativista norte-americana defensora de pessoas com deficiência e distúrbios, e esposa do astronauta e senador John Glenn.

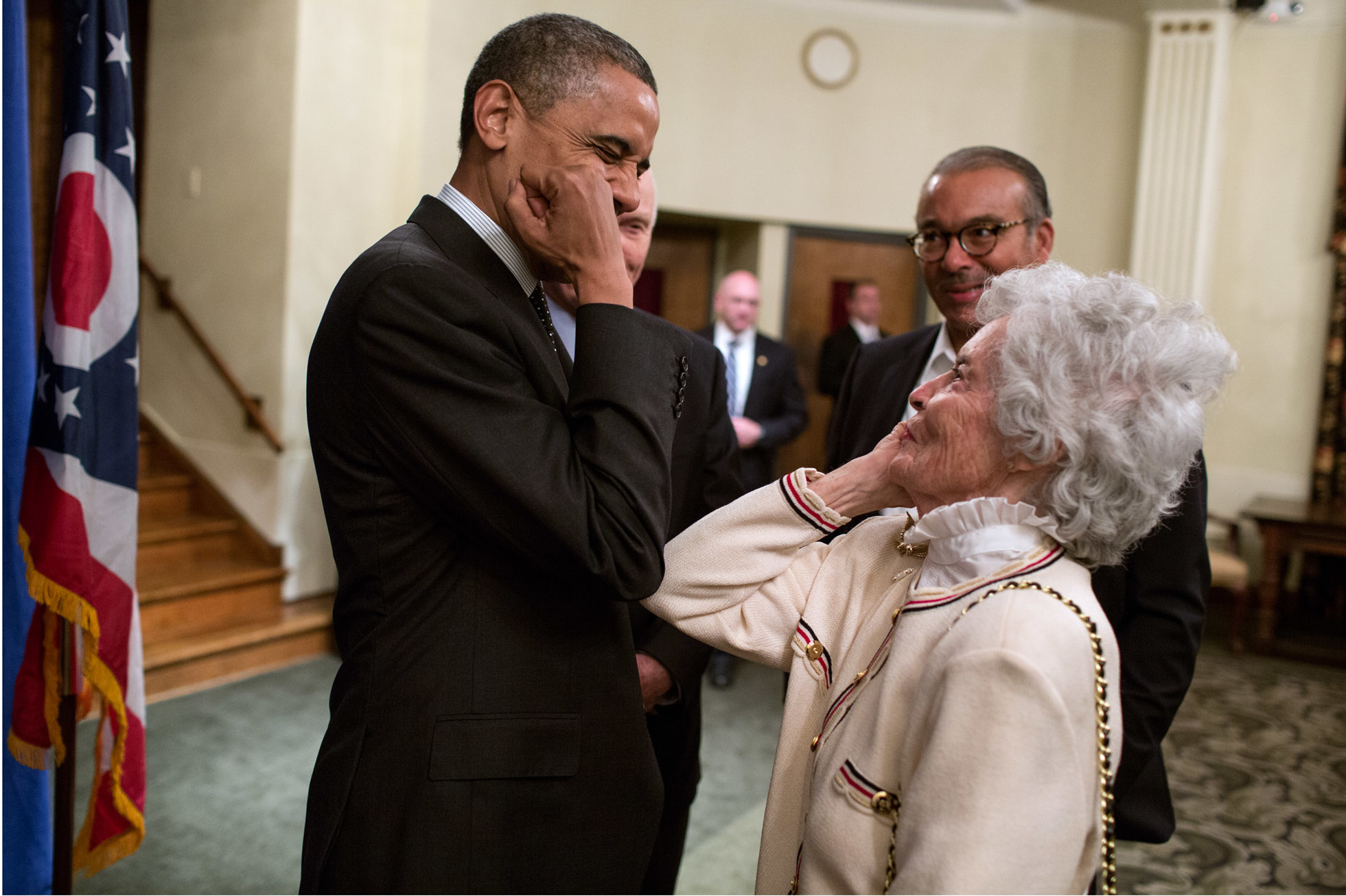
Glenn com o presidente Barack Obama em 2012.

Glenn completou 100 anos em fevereiro de 2020.  Três meses depois, em 19 de maio de 2020, morreu em um lar de idosos em Saint Paul, Minnesota, por complicações da COVID-19.
Glenn foi interpretada por Mary Jo Deschanel no filme The Right Stuff (Os Eleitos), de 1983.